# 30569 Dybczynski
30569 Dybczynski este o planetă minoră (asteroid), cu un diametru de 6,431 km, din centura de asteroizi. A fost descoperită pe 27 iulie 2001 la Stația Anderson Mesa de Lowell Observatory Near-Earth-Object Search. 
Obiectul prezintă o orbită caracterizată de o semiaxă mare de 2,6612031 UAi, o excentricitate de 0,2, o înclinație de 2,79715 ° în raport cu ecliptica.